# Monologion
Das Monologion ist ein philosophisch-theologisches Werk von Anselm von Canterbury. 
Im Jahr 1076 im Kloster Bec in der Normandie entstanden, beschäftigt es sich mit der Beweisbarkeit des Daseins Gottes. Anselm möchte den Glauben mit notwendigen Gründen (rationibus necessariis) beweisen. Als Schüler von Lanfranc nutzt er dazu vor allem die Dialektik. Das Monologion gilt als Darlegung von Gottesbeweisen aus platonisch-augustinischer Tradition. Elementar ist der Verzicht auf autoritäre Argumentationsstrukturen und die Nutzung der eigenen Vernunft zur Überzeugung.